# Salix caesia
Salix caesia es una especie de sauce perteneciente a la familia de las salicáceas. Es nativa de Asia.

## Descripción
Es un arbusto enano, con las ramas jóvenes de color marrón rojizo o negro rojizo, a veces cubiertas de pelos sedosos, llegando a ser glabros, con estípulas membranosas, caducas. Pecíolo de 1-3 mm de largo. Lámina de 0,5-3 x 0,3-1 cm, oblonga, elíptica o lanceolada, de base o cuneada rotunda o cordada, el margen obtuso, de punta a aguda o mucronada, de color grisáceo  en ambos lados. Los amentos masculinos de (0,5) -1-2 cm de largo, sésiles. los amentos femeninos de 1-2 cm de largo; bráctea c. 1,5 mm de largo, color marrón. El fruto en forma de cápsulas sésiles a subsésiles, de 4-5 mm de largo, color marrón, peludas.
Salix caesia se asemeja a Salix sclerophylla, sin embargo los dos se diferencian entre sí en un número de caracteres. En S. caesia la hoja es oblongo-elíptica o lanceolada,  la flor masculina tiene toda la glándula o 2-3 lóbulos, los filamentos son en parte o totalmente connados. La flor femenina tiene solo una glándula, el estigma es entero o con dos lóbulos. S. sclerophylla tiene las hojas elípticas, ovadas u obovadas a  suborbiculares, la flor masculina tiene dos glándulas, que a veces se divide y los filamentos son libres; la flor femenina también tiene dos glándulas, a veces divididas, solo rara vez una  glándula y el estigma es de 4 lóbulos.

## Distribución
Se encuentra en Pakistán (Chitral, Gilgit), Cachemira, Afganistán, Kirguizistán, China (Xinjiang, Xizang), Mongolia, Rusia (S. Siberia) y Europa.

## Taxonomía
Salix caesia fue descrita por Dominique Villars y publicado en Histoire des Plantes de Dauphiné 3: 768, en el año 1789.
Etimología
Salix: nombre genérico latino para el sauce, sus ramas y madera.
caesia: epíteto latino que significa "de color azul grisáceo".
Sinonimia
- Salix minutiflora Turcz. ex E.L.Wolf
- Salix myricifolia Andersson[6]